# Trollkjelpiggen
Trollkjelpiggen (norwegisch für Trollkesselspitze) ist ein Berg im ostantarktischen Königin-Maud-Land. Auf der Ostseite des Ahlmannryggen ragt 8 km südwestlich des Utkikken auf.
Norwegische Kartographen, die den Berg auch benannten, kartierten ihn anhand von Luftaufnahmen und Vermessungen der Norwegisch-Britisch-Schwedischen Antarktisexpedition (1949–1952) und Luftaufnahmen aus den Jahren von 1958 bis 1959 der Dritten Norwegischen Antarktisexpedition (1956–1960).